# Chiesa della Madonna del Rosario (Portorose)
La chiesa parrocchiale della Madonna del Rosario (in sloveno: župnijska cerkev Device Marije Rožnovenske) è un luogo di culto cattolico di Portorose, in Slovenia, nel territorio della diocesi di Capodistria.

## Storia

### Chiesa precedente scomparsa
L'ordine di San Benedetto era il primo ordine monastico in Istria: nelle vicinanze di Portorose già dal XII secolo esistevano quattro monasteri benedettini. Tra le chiese locali, quella più antica e grande era la chiesa della Madonna del Rosario (o Madonna delle Rose, Sancta Maria Roxe, Santa Maria delle Rose), degli inizi del XIII secolo.
Il vescovo di Capodistria Paolo Naldini la descrisse nella sua Corografia ecclesiastica o'sia descrittione della città e della dioscesi di Giustinopoli detto volgarmente Capo d'Istria (1700).
Dal nome della chiesa derivò anche il toponimo di Vallone di Portorose (Portus Sanctae Mariae de Rosae).
Alla fine del XVIII secolo la chiesa venne abbandonata e scomparve.

### Chiesa parrocchiale
La parrocchia fu istituita nel 1968 come parrocchia di Portorose-Lucia. Solo nel 1976 la parrocchia di Lucia divenne indipendente. Dal 2013 vi è un solo parroco per le parrocchie di Portorose e di Lucia.
La parrocchia è situata fra quelle di Lucia e di Pirano, poco distante dal santuario di Santa Maria della Visione, e dall'altra parte della baia di Pirano fino alla parrocchia croata di Umago.
Prima dell'istituzione della parrocchia di Portorose-Lucia, e nei primi tempi successivi, le messe erano celebrate nella cappella piccola del centro turistico di Portorose. Negli anni 1970 questo edificio era divenuto troppo piccolo, specialmente durante le domeniche ed giorni festivi: si intrapresero dunque i primi contatti con le autorità locali e comunali per la realizzazione di una nuova chiesa con centro parrocchiale. Nel 1982 fu rilasciato il permesso di costruzione e i lavori furono affidati all'azienda Stavbenik di Capodistria, sotto la supervisione dei architetti Ivan Bergant, Jože Marinko, Meta Šoren Pec e Stane Kajzer.
La nuova chiesa parrocchiale venne completata nel 1984 ed consacrata il 7 ottobre dello stesso anno.

Poiché nella parrocchia è presente anche la comunità italiana, vengono eseguiti riti nella loro lingua, per gli italofoni le messe vengono celebrate bilingualmente (sloveno/italiano) durante le principali festività. La parrocchia è caratterizzata da un gran numero di turisti, quindi alcune messe sono occasionalmente svolte in parte o per intero in tedesco, inglese o una delle altre lingue straniere.

## Descrizione
Al di sopra dell'edificio a pianta poligonale della chiesa, invece del campanile, fu costruita una croce di calcestruzzo, che assomiglia all'albero di una nave.
Il gruppo centrale dell'altare in terracotta, di dimensioni maggiori del vero, è opera dello scultore accademico Tone Demšar. Tutte le vetrate della chiesa sono state realizzate da Mira Ličen Krmpotič di Pirano, e la Via Crucis dalla pittrice Marta Kunaver di Lubiana.